# Оганян, Армен
Арме́н Оганя́н (арм. Արմեն Օհանյան, урожденная Софья Эммануиловна Пирбудагя́н, арм. Սոֆյա Էմանուելի Փիրբուդաղյան, 1887, Шемаха, Российская империя — 1976, Мексика) — русская и армянская танцовщица, актриса, писательница, переводчица, литературовед.

## Биография
Свои первые шаги, под сценическим именем Софья Тер-Оганян она начала в армянском театре в Баку. Училась в школе пластики Л. Р. Нелидовой в Москве, а также в студии Станиславского. Некоторое время работала в Малом театре.
Переехав в Персию, она стала основательницей первого персидского театра европейского типа. В 1910 году в Тегеране на персидском языке была представлена комедия Гоголя «Ревизор» в постановке Оганян. Сама исполнила роль Марии Антоновны.
В Персии Армен Оганян изучила восточные танцы и, начиная с 1911 года до начала 1930-х, выступала во многих странах мира как «персидская танцовщица», впервые показывая на профессиональной сцене экзотические для западного зрителя той поры старинные танцы народов Востока и античности, ярко стилизованные. Используя методы «вольного танца» танцовщицы Айседоры Дункан, под музыку армянских, русских, персидских композиторов, используя разные маски, В 1913 году, в Париже выступала под аккомпанемент индийского ансамбля под управлением профессора Инайят Хана . В 1915 году принимала участие в лондонских концертах организованных Владимиром Розингом. Оганян демонстрировала танцевальные номера «Саломея», «В храме Анаит», «Измена», «Сводница», «Гашиш», «Великий хан Шемахи» и т. д. Выступала в Лондоне, Брюсселе, Милане, Софии, Бухаресте, Каире, в городах США.
Обосновавшись в Париже, Оганян посвятила себя литературе, издала автобиографические книги на французском языке. Первая из них — «Шамаханская танцовщица» с предисловием Анатоля Франса (1918), которая была переведена на английский, немецкий, испанский, шведский, финский, иврит. После Оганян издала книги «В когтях цивилизации» (1921), «В одной шестой части мира» (заметки из её путешествия в СССР, 1928), «Солист его величества» (1929) и «Смех соблазнительницы змей» (1931).
Эксцентрическая артистка была в любовных отношениях с влиятельными представителями парижской элиты, среди которых были писатель и политический деятель Морис Баррес, художник Эмиль Бернар (создавший её портрет и написавший о ней книгу «Персидская танцовщица»), прозаик Андре Жермен, писательница Натали Барни и др.
В 1927 году Оганян вышла замуж за мексиканского дипломата-коммуниста Македонио Гарса, позже они обосновались в Мексике. Оганян вступила в Мексиканскую коммунистическую партию. Переводила с русского на испанский, писала монографии на испанском о русской, советской и мексиканской литературе, в том числе «Лев Толстой (1828—1910): жизнь, эпоха, произведения» (Мадрид, 1934), «Путь Горького — наш» (Мехико, 1935), «Марксистский анализ испанской литературы» (Мехико, 1937), «Счастливая Армения» (Мехико, 1946), «Мексика и культура» (Мехико, 1967) и др. Больше всех среди своих произведений она ценила поэму «Мечта изгнанника», написанную на армянском языке.
В 1958 году Оганян вместе с мужем посетила Советский Союз, была также в Армении и часть своего архива подарила ереванскому Музею литературы и искусства.

## Книги
- La danseuse de Shamakha, Grasset, Paris, 1918.
- Dans les griffes de la civilisation, Grasset, Paris, 1921.
- Dans la sixième partie du monde (voyage en Russie), Grasset, Paris, 1928.
- Le soliste de Sa Majesté, B. Grasset, Paris, 1929.
- Les rires d’une charmeuse de serpents, Les Revues, Paris, 1931.
- Leon Tolstoi (1828—1910). Su vida, su época, su obra, Editorial Cimientos, Madrid, 1934.
- La ruta de Máximo Gorki es la nuestra, Editorial Cimientos, México, 1935.
- Un análisis marxista de la literatura española, Ediciones de la Liga de Escritores y Artistas Revolucionarios, México, 1937.
- Las guerras campesinas en Rusia y Tolstoi, Editorial Cimientos, México, 1939.
- Clásicos mexicanos. Ruiz de Alarcón. Juana de Asbaje. Lizardi, Editorial Cimientos, México, 1939.
- El sentido clasista del romanticismo y Alejandro Pushkin, Editorial Popular, México, 1938.
- Armenia feliz, Editorial Cimientos, México, 1946.
- Literatura española medieval y clásicos mexicanos, Editorial Cimientos, México, 1956.
- México en la cultura, Editorial Cimientos, México, 1967.
- Recuerdos del Cáucaso pre-revolucionario y de mis andanzas por el mundo, primer tomo, México, Editorial Cimientos, 1969.